# Konrad Gross (Anglist)
Konrad Gross (* 23. Juli 1940 in Ahrensberg) ist ein deutscher Anglist, Amerikanist bzw. Kanadist und Hochschullehrer.

## Leben und Wirken
Konrad Gross studierte nach seiner 1961 erfolgten Reifeprüfung am Fürst-Johann-Ludwig-Gymnasium in Hadamar und dem von 1960 bis 1961 geleisteten Wehrdienst Anglistik und Geschichte bzw. Politikwissenschaft an der Universität Marburg und absolvierte dort 1968 das Staatsexamen für den höheren Schuldienst. Nach einer Tätigkeit als wissenschaftliche Hilfskraft am Englischen Seminar der Universität Marburg und seit 1970 wissenschaftlicher Assistent an der Universität Köln promovierte er dort 1971 bei Paul Goetsch im Fach Englische Philologie mit einer Arbeit über den spätviktorianischen Roman. 1977 habilitierte er sich für Anglistik an der Universität Freiburg/Br. Von 1978 bis zum Eintritt in den Ruhestand 2005 hatte Gross eine Professur für Amerikanistik und Kanadistik an der Christian-Albrechts-Universität zu Kiel inne.
Der Schwerpunkt seiner Lehr- und Forschungstätigkeit liegt im Bereich der Kanada-Forschung. Von 1984 bis 1987 war Gross Präsident der Gesellschaft für Kanada-Studien e.V. An der Universität Kiel wirkte er in leitender Tätigkeit am dortigen Zentrum für Nordamerikastudien.
Von 1994 bis 2020 war er Mitherausgeber der Zeitschrift "Literatur in Wissenschaft und Unterricht".

## Schriften (Auswahl)
- Die Gestalt des Intellektuellen im spätviktorianischen Roman. Studien zum Einfluss der Naturwissenschaft und Bibelkritik bei Hardy, Gissing, Butler und Wells. Dissertation Universität Köln 1970 (1971).
- (Hrsg.): Der englische soziale Roman im 19. Jahrhundert (= Wege der Forschung, Bd. 466). Wissenschaftliche Buchgesellschaft, Darmstadt 1977, ISBN 3-534-06857-2.
- (Hrsg. u. Mitautor): English literature of the Dominions. Writings on Australia, Canada and New Zealand. Königshausen u. Neumann, Würzburg 1981, ISBN 3-88479-041-2.
- Arbeit als literarisches Problem. Studien zum Verhältnis von Roman und Gesellschaft in der viktorianischen Zeit. Königshausen u. Neumann, Würzburg 1982, ISBN 3-88479-048-X (= Habilitationsschrift Universität Freiburg/Br.).
- (mit Walter Pache): Kanada (= Grundlagen zur Literatur in englischer Sprache, Bd. 1). Fink, München 1987, ISBN 3-7705-2254-0.
- (Hrsg., mit Wolfgang Klooß): Voices from distant lands. Poetry in the Commonwealth. Königshausen u. Neumann, Würzburg 1983, ISBN 3-88479-111-7.
- Die Deutung des Alten Testaments in der afro-amerikanischen Literatur. In: Franz Link (Hrsg.): Paradeigmata. Literarische Typologie des Alten Testaments. Bd. 2 (= Schriften zur Literaturwissenschaft, Bd. 5,2). Duncker & Humblot, Berlin 1989, S. 817–830, ISBN 3-428-06723-1.
- Kanada in Lehrplänen und Lehrwerken für das Fach Englisch. In: Internationale Schulbuchforschung, Bd. 12 (1990), S. 173–190.
- From American Western to Canadian Northern. Images of the Canadian North in Early Twentieth-Century. Populär Fiction in Canada. In: Konrad Gross (Hrsg.): Das Natur-, Kultur-Paradigma in der englischsprachigen Erzähliteratur des 19. und 20. Jahrhunderts. Festschrift zum 60. Geburtstag von Paul Goetsch. Narr, Tübingen 1994, S. 354–366, ISBN 978-3-8233-4135-2.
- Schtetl und Ghetto im jüdisch-amerikanischen und -kanadischen Roman. In: Annelore Engel-Braunschmidt u. Eckhard Hübner (Hrsg.): Jüdische Welten in Osteuropa (= Kieler Werkstücke, Reihe F, Bd. 8). Lang, Frankfurt/M. 2005, S. 231–247, ISBN 3-631-52378-5.
- (Hrsg.): Kanadische Literaturgeschichte. Metzler, Stuttgart 2005, ISBN 3-476-02062-2.
- (Hrsg., mit Petra Rüdiger): Translation of cultures (= Cross/Cultures, Bd. 106). Rodopi, Amsterdam 2009, ISBN 978-90-420-2596-7.
- (Hrsg, mit Jutta Zimmermann): Canadian literatures (= Postcolonial literatures in English, Bd. 4). WVT, Wiss. Verl. Trier, Trier 2012, ISBN 978-3-86821-347-8.
- Trickster revisited. The not so unhumorous "Indian". In: Literaturwissenschaftliches Jahrbuch, Bd. 54 (2013), S. 323–351.

Festschrift
- Wolfgang Klooß (Hrsg.): Narratives of exploration and discovery. Essays in honour of Konrad Gross. WVT Wissenschaftl. Verl., Trier 2005, ISBN 3-88476-762-3 (mit Schriftenverzeichnis Konrad Gross S. 239–247).